# Сен-Роман (Изер)
Сен-Роман (фр. Saint-Romans) — коммуна во Франции, находится в регионе Рона — Альпы. Департамент коммуны — Изер. Входит в состав кантона Сюд-Грезиводан. Округ коммуны — Гренобль.
Код INSEE коммуны — 38453. Население коммуны на 2012 год составляло 1745 человек. Населённый пункт находится на высоте от 160  до 863  метров над уровнем моря. Муниципалитет расположен на расстоянии около 480 км юго-восточнее Парижа, 85 км юго-восточнее Лиона, 33 км западнее Гренобля. Мэр коммуны — Edmond Gelly, мандат действует на протяжении 2001—2008 гг.
Динамика населения (INSEE):

## Города-побратимы
- Роккасекка-деи-Вольши, Италия (2003)